# Мултифокална моторна неуропатија
Мултифокална моторна неуропатија (ММН)  је  стечена имунолошки посредована неуропатија коју карактерише споро прогресивна асиметрична слабост руку и ногу јер мишићи у екстремитетима постепено слабе. Она штеди кранијалне нерве, а почиње у једној периферној нервној дистрибуцији.
Синдром чисте моторне неуропатије, понекад се погрешно сматра амиотрофичном латералном склерозом (АЛС) због сличности клиничке слике, посебно ако су присутне фасцикулације мишића. Сматра се да је ММН аутоимуна болест, која је као таква први пут  описан средином 1980-их.
За разлику од АЛС, која утиче и на горње и на доње путеве моторних неурона, ММН укључује само пут доњег моторног неурона, конкретно, периферне нерве који потичу из доњих моторних неурона. Коначна дијагноза је често тешка и многи пацијенти са ММН  месецима или годинама су  под дијагнозом АЛС пре него што коначно добију дијагнозу ММН.
ММН обично укључује врло мало бола; међутим, грчеви мишића, и други грчеви и трзаји могу изазвати бол код неких људи. ММН није фаталан и не умањује очекивани животни век. Многи пацијенти, када се једном подвргну лечењу, доживљавају само благе симптоме током дужег периода, иако стање и дање остаје лагано прогресивно.  

## Етиологија
Етиологија ММН за сада је непозната. Сматра се да је то аутоимуна болест, што значи да  имуни систем грешком напада сопствене нервне ћелије као да су страна тела.  

## Патофитиологија
Претпоставља се да је основна патологија имунски посредована, али је претежно ограничена на моторна влакна, због чега биопсија сензорног нерва није информативна; неколико таквих узорака биопсије показало је мало или нимало патолошких промена. Биопсије моторног нерва су показале различите карактеристике, укључујући демијелинизацију, ретке жаришне инфламаторне промене, чест губитак аксона и знаке регенерације аксона.
Повећани титри ИгМ анти-ГМ 1 ганглиозида налазе се код 30% до 50% или чак више пацијената у различитим серијама; анти-ГД 1а антитела се налазе ређе. 39, 44 Патогеност ових антитела остаје неизвесна, посебно зато што већина пацијената нема мерљиве титре. Други предложени механизми укључују блокаду На + и К + канала на Ранвиеровим чворовима посредовану антителима . Софистициране електрофизиолошке технике сугеришу да фокална деполаризација или хиперполаризација могу објаснити како проводљивост може бити поремећена без лако препознатљивог блока проводљивости и како неки пацијенти могу брзо да реагују на лечење.  Протеин цереброспиналне течности је генерално нормалан.

## Клиничка слика
Типично, клиничку слику карактерише безболна слабост, фокално трошење и спорадичне фасцикулације са очуваним или одсутним рефлексима тетива, иако могу бити присутне и мање сензорне тегобе.  Ове карактеристике се могу помешати са болешћу доњих моторних неурона у раним фазама. Међутим, за разлику од моторне неуропатије, клиничка слабост је генерално несразмерна атрофији, манифестације су карактеристично асиметричне и напредовање је споро. Мушкарци су чешће погођени са просечном старошћу од око 40 година.

## Дијагноза
Електрофизиолошки доказ денервације је праћен абнормалношћу која дефинише - мултифокални блок моторне проводљивости, то јест, неуспех нервног импулса да се спроведе кроз интактни аксон далеко од типичних места компресије нерва . Међутим, описани су и мањи знаци демијелинизације , као што је темпорална дисперзија и мање сензорне абнормалности.  Мултифокални блок проводљивости је дијагностички знак, али пацијенти који реагују на лечење са другим електрофизиолошким абнормалностима подстакли су потрагу за додатним дијагностичким техникама. 

### Дијагностички тестови
- Тест нервне проводљивости - мери колико брзо електрични сигнали путују кроз нерве. Обично се обавља тако што лекар постави  два сензора на кожу преко једног од  нерава: један за пренос малог струјног удара, а други за снимање активности. Према потреби тест се може поновити и на другим нервима ако лекар провцени да је у ММН укључено више од једног нерва.
- Електромиографија са иглом (ЕМГ) - изводи се стављањем електроде на руке. Електроде имају мале иглице које улазе у болесников мишић, а причвршћене су жицама за машину која може да мери електричну активност у мишићима. Како би машина снимала активност мишића током теста пацинет  полако савија  и опушта руке
- Тест крви за тражење ГМ1 антитела која су део имунолошког систематела изводи се зато јер неке особе са ММН имају већи ниво ових антитела,  што упучује на ММН. Међутим тест нијс епцифичан јер болесника са МНН не мора имати већи ниво антитела.
- Софистицираније технике стимулације нерва , као што су магнетна стимулација и вишеструки стимуланси, документовале су проксимални блок проводљивости који се не може детектовати конвенционалним техникама.[2]

Примарни значај тачне дијагнозе је да је слабост мултифокалне моторне неуропатије потенцијално реверзибилна интравенским имуноглобулинским третманом; постоји делимично до потпуно побољшање симптома и смањење титра анти-ГМ1 антитела. 

## Терапија
Од примене терапије побољшање почиње у року од 14 дана и траје у просеку 2 месеца, иако се ефикасност интравенозног имуноглобулина може смањити након година лечења. 
Блок проводљивости није трајно стање и може доћи до евентуалног губитка аксона, посебно ако се стање не лечи. 
За разлику од хроничне инфламаторне демијелинизирајуће неуропатије, стероиди су неефикасни. Други имуносупресивни агенси су емпиријски коришћени на основу отворених испитивања , али нису спроведена контролисана испитивања за циклофосфамид, плазмаферезу, микофенолат мофетил, азатиоприн, ритуксимаб и неке друге лекове.
Ако су  симптоми веома благи, можда   неће бити потребно лечење. Ако  је потребно лечење, може се применити интравенски имуноглобулин ( ИВИг ), који се даје у једну од  вена.
Ако ИВИг делује,  побољшање мишићне снаге јавља се у року од 3 до 6 недеља. Међутим, ефекти ће временом нестати, тако да пацијент мора да наставите са лечењем ( обично  једном месечно, али можда чешће или ређе у зависности од стања). ИВИг нема много нежељених ефеката, али је доста скуп. Лекари тестирају начине да интравенски имуноглобулин дају директно кроз кожу као обичну ињекција, али ова метода није доступна свима.

## Прогноза
ММН није опасан по живот и, у већини случајева, третмани могу ојачати мишиће. Болест се може полако погоршати, а након неког времена па ће болесник имати потешкоћа у обављању свакодневних задатака, попут куцања или облачења. За многе болеснике симптоми могу бити толико благи да им уопште није потребан третман, тако да ће многи боолесници моћи да раде  и остану активни много година након постављања дијагнозе.
ММН, међутим, може довести до значајног инвалидитета, са губитком функције у рукама што утиче на способност рада и обављања свакодневних задатака, као што је  нпр. „падање стопала“ које доводи до немогућности стајања и ходања, што приморава неке пацијенте да на крају користе помагала као што су штапови, удлаге и ходалице.

## External links
- Overview of MMN at National Institute of Neurological Disorders and Stroke

|  | Молимо Вас, обратите пажњу на важно упозорење у вези са темама из области медицине (здравља). |